# Čikečka vas
Čikečka vas (węg. Csekefa, prek. Sečečka ves) – wieś w Słowenii, gmina Moravske Toplice. 1 stycznia 2017 liczyła 69 mieszkańców.